# Шанхайский автосалон
Автосалон в Шанхае (кит. 上海国际汽车展 — «Шанхайский международный автосалон», офиц. англ. Shanghai International Automobile Industry Exhibition) — международная выставка автомобилей и автомобильных технологий, проходящая каждый нечётный год в последнюю неделю апреля в Шанхае, Китай. Мероприятие чередуется с Пекинским автосалоном, который проходит по чётным годам. 
Является крупнейшим автосалоном во всём азиатском регионе.

## История
Первый в истории Шанхайский автосалон был проведён в 1985 году. Площадь выставки составляла 15 000 квадратных метров.
В связи с быстрорастущим количеством иностранных брендов на китайском рынке автосалон в Шанхае стал одним из ведущих международных автосалонов наряду с Детройтским, Франкфуртским, Парижским и Токийским автосалонами. В 2001 году мероприятие переехало в Шанхайский новый международный выставочный центр (англ. Shanghai New International Exhibition Center, SNIEC).
В июне 2004 года Шанхайский автосалон стал первым китайским автосалоном, который присоединился к Всемирной ассоциации выставочной индустрии.
С 2015 года шоу располагается в выставочном комплексе Shanghai National Exhibition & Convention Center, расположенным рядом с шанхайским международным аэропортом Хунцяо.
С момента проведения первого автосалона в Шанхае шоу приобрело международный статус и стало одной из крупнейших выставок в Азии и мире. Ежегодно на выставках в Пекине и Шанхае дебютируют новинки мировой автопромышленности.

## Выставки

### 2005

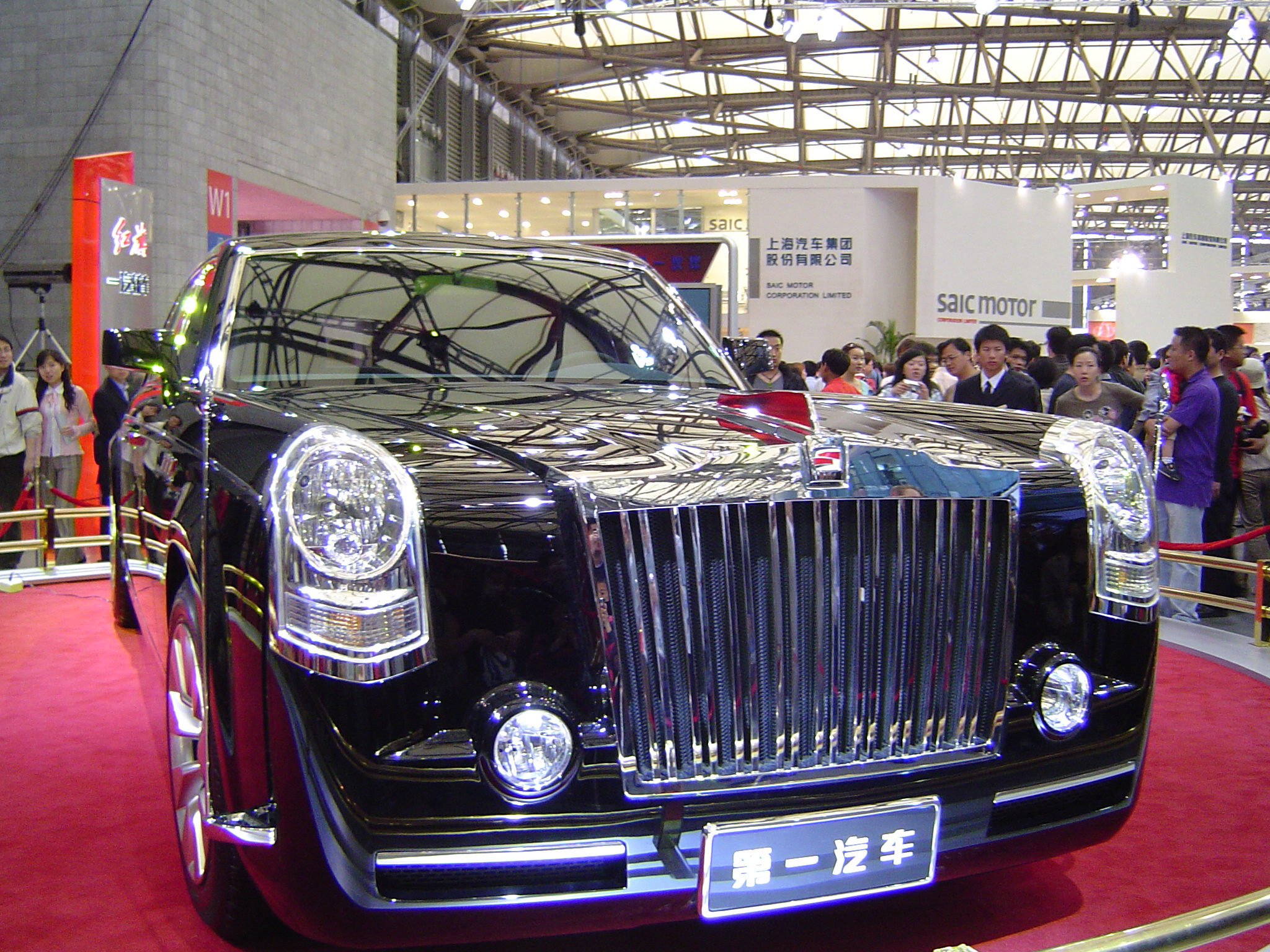
Hongqi HQD concept на выставке 2005 года

11-й международный автосалон Auto Shanghai 2005 проходил с 22 по 28 апреля 2005 года.
Премьеры:
- BYD F3
- Chery A21
- Chery M14
- Chery B14
- Chery B13
- Chery S16
- Chevrolet Aveo (T250)
- Hongqi HQD concept
- Ford Focus
- Kia Cerato
- Maybach 57 S
- Mercedes-Benz R-класс (презентация для Китая)
- Mercedes-Benz B-класс (презентация для Китая)
- Mercedes-Benz CLK-класс (рестайлинг)
- Mercedes-Benz M-класс Sport Utility

### 2007

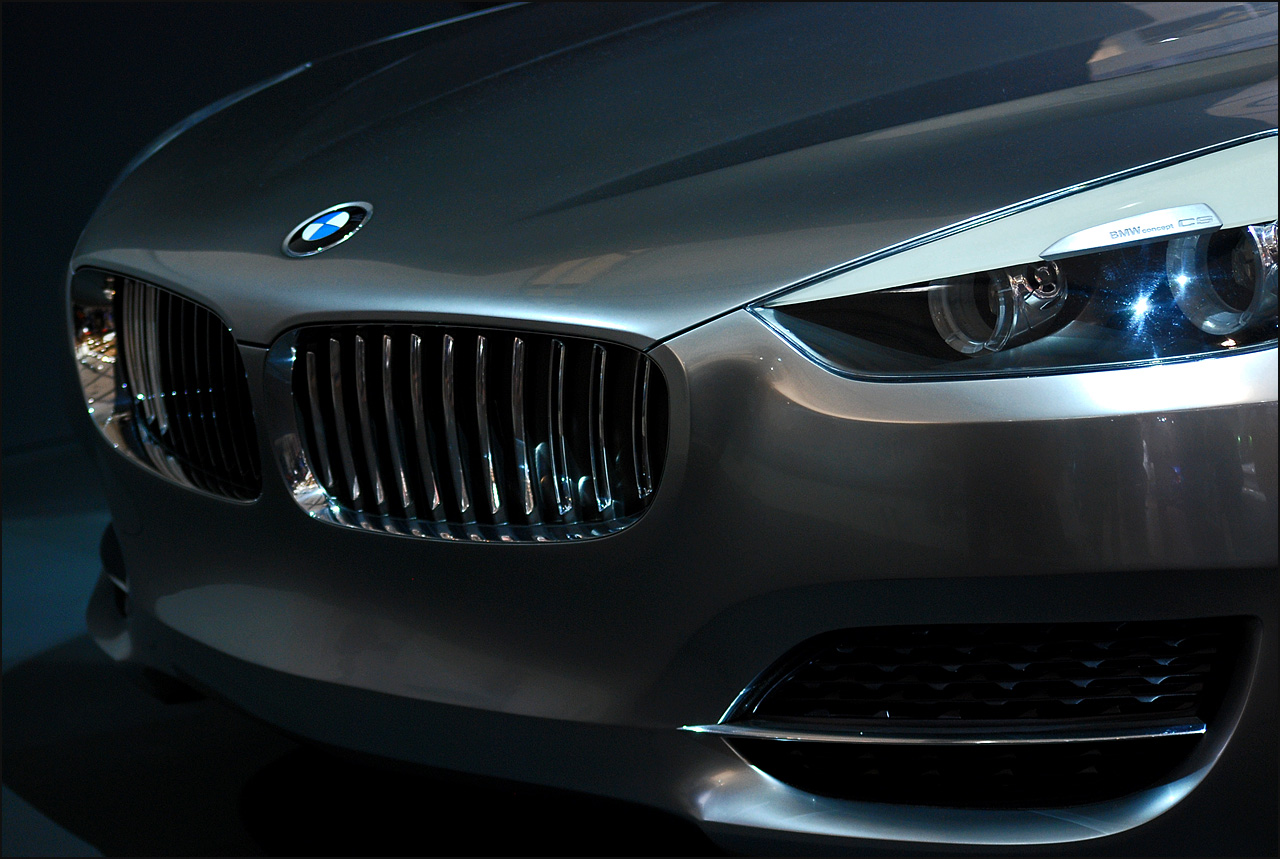
BMW Concept CS 2 на выставке 2007 года

Автосалон в Шанхае 2007 года проходил с 20 по 28 апреля. Шоу привлекло более 1300 участников из 21 страны. Выставочная площадь составила 140 000 квадратных метров, что превысило значения предыдущей выставки.
На мероприятии, прошедшем под лозунгом «Идеальное сочетание человека, автомобиля и природы», было представлено 868 автомобилей, в том числе 265 от иностранных производителей (130 из них импортированы непосредственно из-за рубежа) и 603 транспортных средства от китайских компаний. В рамках шоу состоялись мировые дебюты 5 новых автомобилей, было представлено более 20 концепт-каров и 10 автомобилей с альтернативными источниками энергии.
За весь период выставки автосалон посетило более 500 000 посетителей из 108 стран и регионов.
Премьеры:
- Audi Cross Coupe quattro
- BMW Concept CS 2
- BYD F3-R
- Brilliance FRV (A1)
- Buick Park Avenue
- Buick Rivera
- Changan CV11 Hybrid
- Changan CV8
- Chery A1
- Chery A3 sedan
- Chery A6
- Chery A6cc
- Chery Tiggo 6
- Chery Shooting Sport
- Chevrolet Volt E-Flex
- Great Wall Cowry
- Great Wall i7 (концепт-кар)
- Great Wall Coolbear
- Great Wall Gwperi
- Great Wall Florid
- Chery Tiggo (B22)
- Geely King Kong II
- Geely Beauty Leopard II
- Geely Vision II
- Geely Meirenbao
- Iran Khodro Soren
- JAC С240
- JAC С926
- Nissan Livina
- Polarsun MPV-B
- Polarsun MPV-А
- Roewe W2
- SsangYong WZ
- SsangYong Kyron (рестайлинг)

### 2009

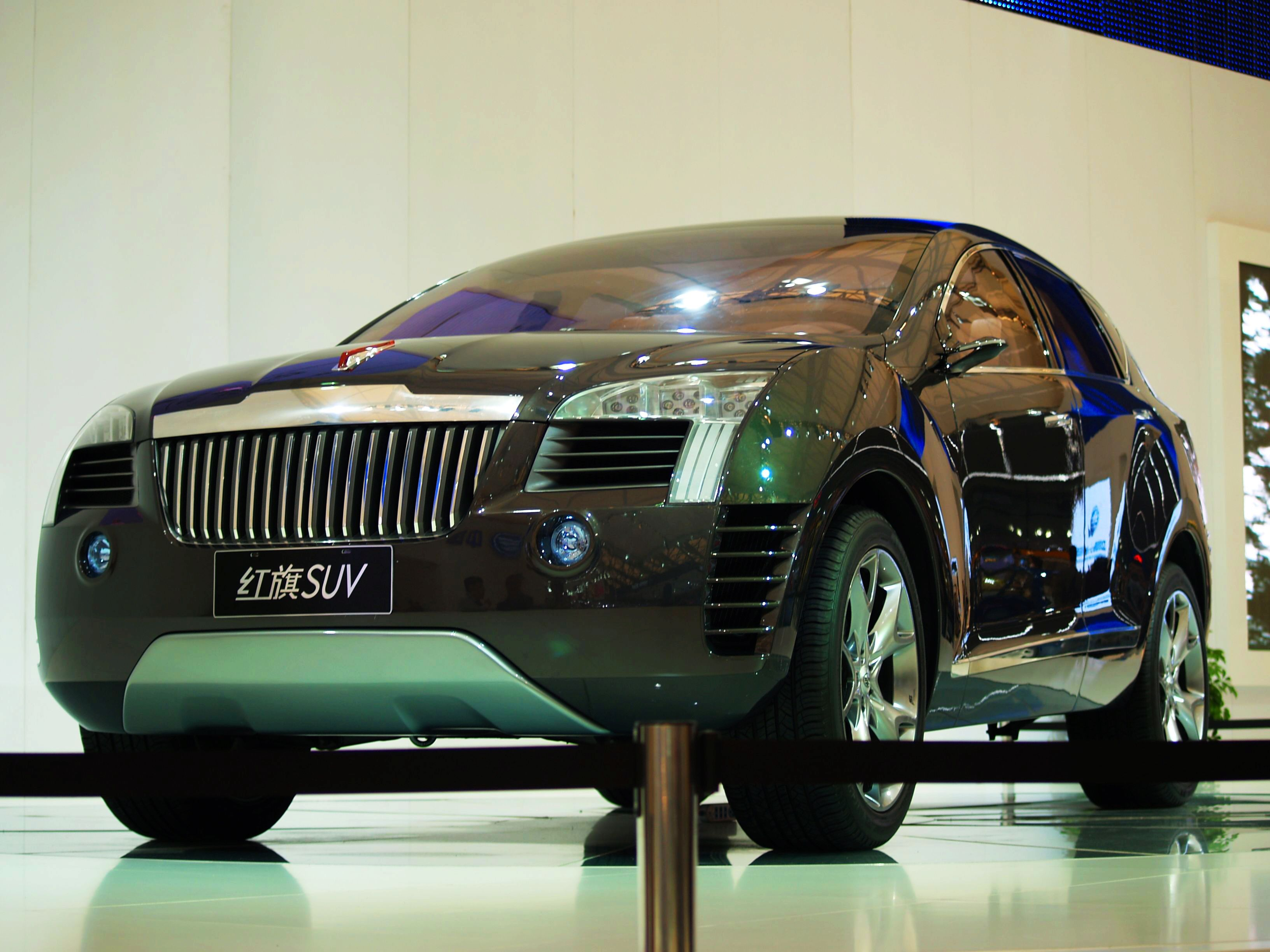
Hongqi SUV concept на выставке 2009 года

13-я автомобильная выставка в Шанхае стартовала 20 апреля 2009 года. Пресс-дни состоялись 20—21 апреля, дни для публики — 22—28 апреля. Общая выставочная площадь составила 170 000 кв. м., включая 11 внутренних и несколько внешних павильонов.
Премьеры:
- Acura MDX (2007)
- Acura TL (2009)
- Audi A4L (2009)
- Audi Q7 (2010)
- BMW Concept 5 Series Gran Turismo (2009)
- Brilliance EV
- Brilliance FSV (2010)
- Brilliance GT Coupe (2009)
- Buick Regal 2.0T (2010)
- Buick LaCrosse (2010)
- BYD Auto E6 (2009)
- BYD Auto M6 (2010)
- Cadillac CTS-V (2009)
- Cadillac SRX (2010)
- Cadillac XLR (2009)
- Changan Motors CD101
- Changan E301 Concept
- ChangFeng Motors Acumen (2009)
- Chery A3 (2009)
- Chery Fulwin 2 (2010)
- Chery Karry (2007)
- Chevrolet Camaro Bumblebee (2009)
- Chevrolet Cruze WTCC (2009)
- Chevrolet Volt (2011)
- Citroen 2008 GT Concept
- Citroen C-Quatre (2010)
- Citroen C5 (2008)
- Guangben Linian Coupe
- Great Wall Hover H3
- Great Wall CHC011
- Geely GT Tiger Concept
- Geely GE
- Geely ET925 (2009)
- FAW Haima 3 (2009)
- FAW Haima H2 (2009)
- Ferrari California (2009)
- Ford Flex (2008)
- Haima Fushida Me EV
- Kia Soul Hybrid
- Mercedes-Benz S65 AMG (2010)
- Mercedes-Benz S400 Hybrid (2010)
- Mercedes-Benz BlueZERO Modular Concept (2009)
- Mazda 2 Sedan (2008)
- Mazda Kiyora (2008)
- Mazda MX-5 Roadster Coupe (2009)
- Peugeot RD Concept
- Pontiac Solstice (2006)
- Roewe N1 Concept
- Roewe MG6
- Roewe 550 RS
- Rolls-Royce 200EX (2009)
- Rolls-Royce Phantom Coupe (2009)
- Škoda Superb (2008)
- South East Motor V4 (2009)
- South East Motor V5 (2009)
- Subaru G4e (2007)
- Suzuki Alto (2009)
- Toyota Crown Royal Saloon (2009)
- Toyota Hi-CT (2007)
- Volkswagen Passat Lingyu (2010)
- Volkswagen Scirocco (2008)
- Volvo S60 Concept (2009)

### 2011

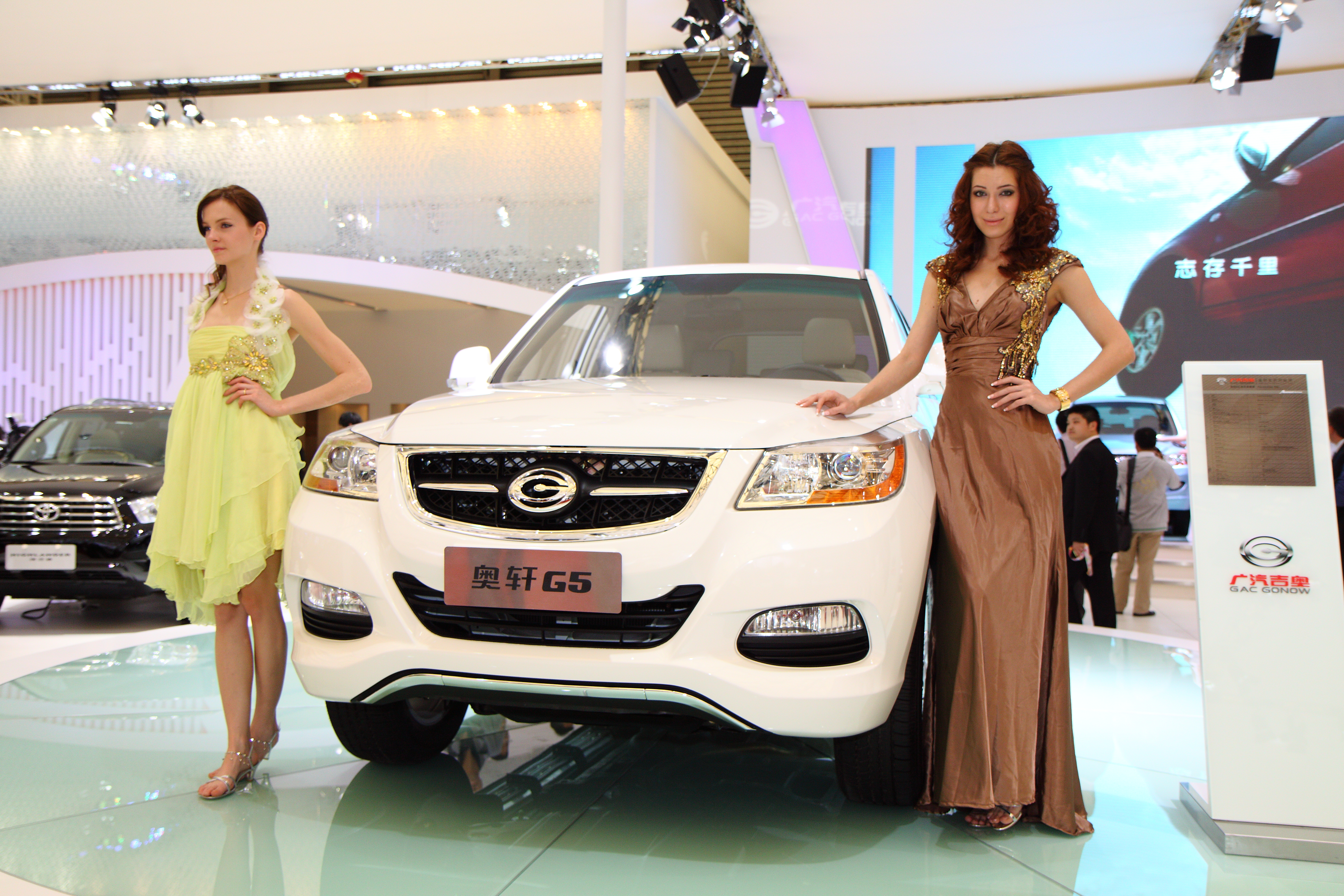
Gonow G5 на выставке 2011 года

В 2011 году Шанхайский автосалон проходил с 21 по 28 апреля. В нём приняли участие 95 компаний, в число которых вошли китайские и иностранные производители, а также совместные предприятия. Общася площадь выставки составила 230 тыс. квадратных метров. Выставочная площадь Volkswagen Group заняла более 8500 кв. м., где были представлены автомобили таких марок, как Volkswagen, Audi, Skoda, Bentley, Lamborghini, Bugatti и Seat. Компания Great Wall Motors привезла 20 автомобилей, которые разместились на площади более 2000 кв. м. 
Премьеры:
- Audi A3 e-tron
- BMW 5 «plug-in» (гибрид)
- Buick Envision
- Brilliance Zhonghua 530
- Chevrolet Malibu
- Citroen DS5
- Hawtai B35 Bolgheri
- Hyundai Grandeur
- Geely Gleagle GC6
- Geely Gleagle GS-CC (купе-кабриолет)
- Geely GX6
- Geely SC7-RV
- Geely McCar
- Great Wall Hover IF (мировая премьера)
- Great Wall Wingle CL
- Great Wall Voleex C20 EV
- Icona Fuselage
- Jinbei S30
- Kia Rio sedan
- Lifan 720
- Lifan X60 SUV
- Hyundai Elantra Yuedong (рестайлинг)
- Kia K2
- Nissan Tiida (рестайлинг)
- Nissan Venucia
- Neora EV
- Mercedes-Benz A-класс
- Rolls-Royce Ghost (удлинённая версия)
- Peugeot SxC
- Subaru Impreza XV
- Youngman Lotus L5
- Volvo Universe (концепт-кар)
- Volkswagen Beetle (новое поколение)

### 2013

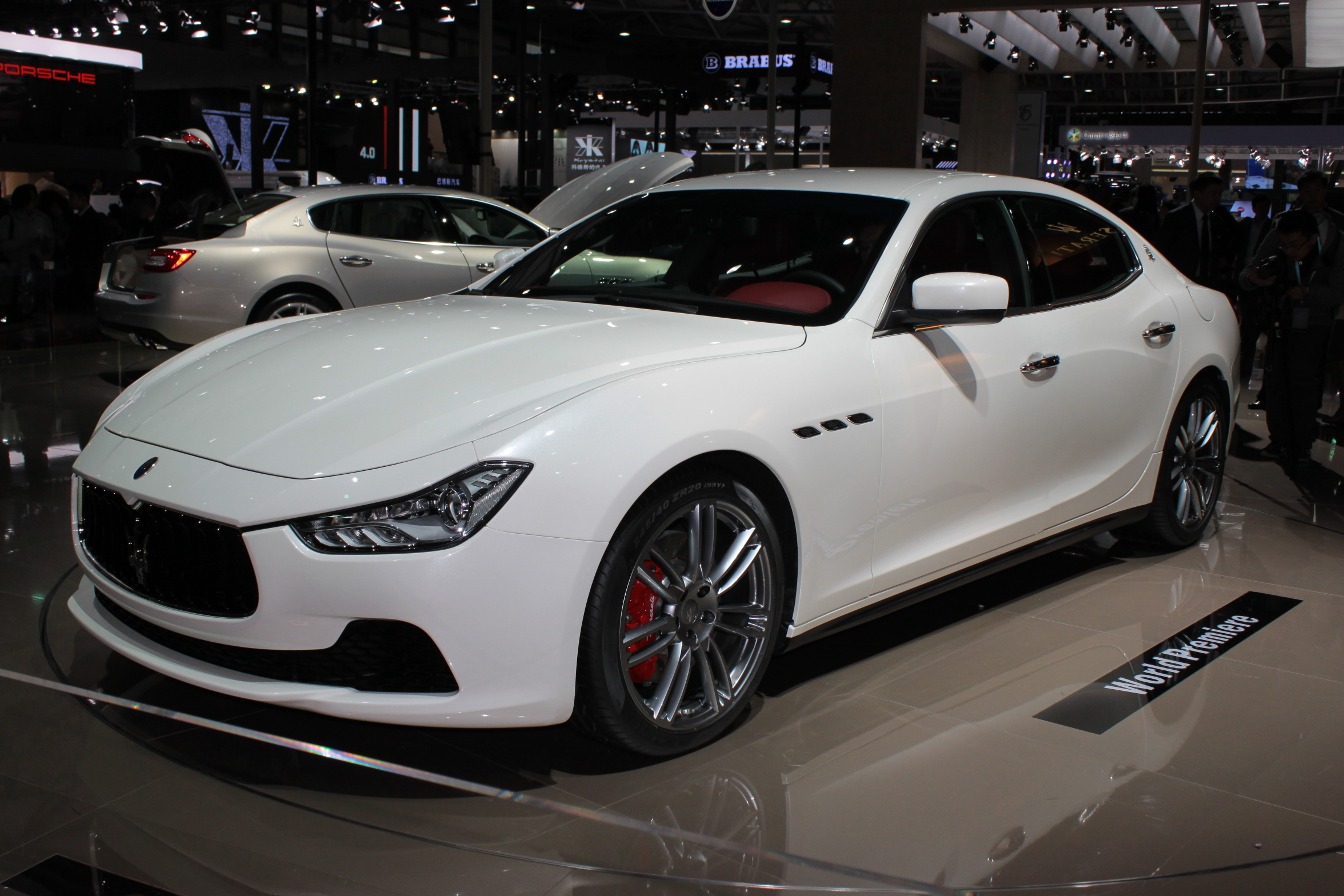
Maserati Ghibli на выставке 2013 года

В 2013 году автосалон проходил с 21 по 29 апреля. Мероприятие покрыло 280 тысяч квадратных метров выставочных площадей, 17 крытых павильонов. Шоу собрало 2000 китайских и иностранных экспонатов из 18 стран и регионов. Около 1300 транспортных средств было выставлено на мероприятии, в том числе 69 концепт-каров и 91 автомобиль с альтернативными источниками энергии. В рамках Шанхайского автосалона состоялся дебют 111 новых моделей.
В дополнение к 813 000 посетителей шоу привлекло 10 493 журналиста из 2718 отечественных и зарубежных организаций новостных СМИ, которые предоставили отчёты с места событий.
Премьеры:
- Acura SUV-X (2013)
- Applus IDIADA iShare
- Audi A3
- Audi S3
- BMW X4
- BAIC C51X
- BAIC Concept 900
- Besturn X80
- Buick Riviera
- BYD S7
- BYD Qin
- Bugatti Veyron Grand Sport Vitesse в версии WRC
- Chery Ant 2.0
- Citroën Wild Rubis
- Denza NEV
- DongFeng H30 Cross
- DongFeng EQ2050 M3D
- Great Wall Haval H7
- JAC S30
- Jeep Cherokee KL
- Icona Vulcano (гибрид)
- Kia Cub (2013)
- Hawtai Boliger S
- Haima M6
- Honda Concept M
- Hyundai HCD-14
- Landwind X5
- Lamborghini Aventador LP720-4 50 Anniversario (в честь 50-летнего юбилея марки)
- Maserati Ghibli
- Mitsubishi Concept G4
- Mercedes-Benz GLA-класс
- Nissan Friend-ME
- Porsche Panamera E-Hybrid (мировая премьера)
- Porsche Panamera Turbo Executive
- Renault Alpine A110-50
- Skoda Superb (обновление)
- Suzuki Authentics
- Venucia Viwa 2013
- Volkswagen CrossBlue Coupe (гибридный кроссовер)
- Zotye 600

### 2015

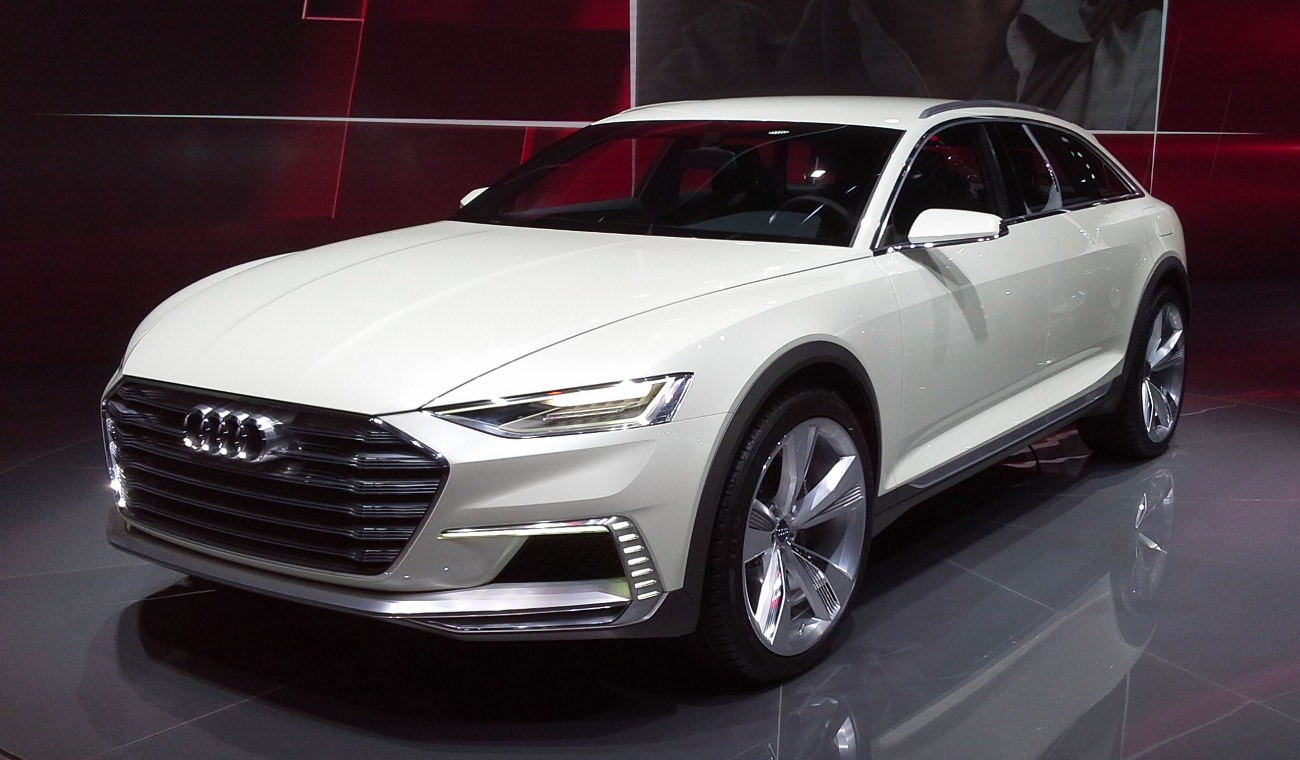
Audi Prologue Allroad Concept на выставке 2015 года

В 2015 году 16-й Шанхайский автосалон стартовал 20 апреля с дня для прессы, а с 21-29 апреля его двери были открыты для публики. Местом проведения шоу был выбран Национальный Шанхайский конгресс-центр. Автосалон занял 17 выставочных павильонов, а общая площадь экспозиции превысила 280 тысяч квадратных метров. В этом году организаторы впервые для мероприятий подобного рода решили отказаться от девушек-моделей, а также запретили вход детям. Такие ограничения были введены после случая в Пекине, когда пятилетний ребенок запустил двигатель выставочного Tesla Model S, что чуть не привело к аварии.
По словам организаторов, в 2015 году участие в шанхайской выставке приняло порядка двух тысяч автопроизводителей из 18 стран: среди них бренды как местных концернов SAIC Group, Dongfeng Motor, GAC Group и BAIC Motor, так и мировые компании — Volkswagen Group, General Motors, Chrysler, PSA Peugeot-Citroen и другие. Тем не менее, премиальные европейские марки не показали в Шанхае почти ни одной мировой премьеры. Среди них такие компании, как Rolls-Royce, Bentley Motors, Ferrari, Lamborghini, Aston Martin, Maserati. 
Премьеры:
- Audi A6 L e-tron
- Audi Prologue Allroad
- BMW X5 (гибрид)
- Buick Verano
- Buick Avenir
- Brilliance V3 (компактный кроссовер)
- Cadillac CT6
- Chevrolet FNR Concept (электрокар)
- Citroen Aircross Concept
- Chery Alpha 5
- Geely Emgrand Concept
- Great Wall Concept R
- Great Wall Concept B
- Ford Taurus 7
- Fiat Ottimo Cross Concept
- Infiniti Q70L Bespoke Edition
- Ferrari California T Tailor Made 2015
- Infiniti ESQ
- Haval H6 Coupe
- Honda Concept D
- Landwind Х7
- Lifan X40
- Lifan X70
- Lexus ES 200 (XV60) 2015
- Lexus RX 200t
- Nissan Lannia
- Nissan Murano
- Mercedes-Benz GLC Coupe Concept
- McLaren 540C
- Peugeot 308 R Hybrid
- Peugeot Quartz Concept
- Renault Kadjar
- Rolls-Royce Phantom "Limelight Collection"
- Volvo XC90 Lounge Console
- Volkswagen Scirocco GTS 3
- Volkswagen C Coupe GTE
- Volkswagen XL1 (сверхэкономичный гибрид)
- Qiantu K50 Event!
- Qoros 2 SUV PHEV